# Сан-Никола-алла-Карита
Церковь Святого Николая Милостивого (итал. La Chiesa di San Nicola alla Carità) — церковь, расположенная в Неаполе на улице Виа Толедо, на полпути между площадью Карита и площадью Данте.

## История
Церковь была основана в 1647 году благодаря пожертвованию около 6000 дукатов неизвестным дворянином того времени в качестве награды «благочестивым работникам» за их благотворительную деятельность. Сначала была построена небольшая капелла, посвящённая святителю Николаю Барийскому, позже, в 1647 году, с учётом потребностей, были начаты работы по возведению более крупной церкви.
Строительство церкви, спроектированной Онофрио Антонио Джизольфи, было прервано эпидемией чумы, поразившей город в 1656 году, и было завершено только в 1682 году архитектором Козимо Фанцаго, работавшим под патронажем кардинала Диего Иннико Караччоло ди Мартина. Церковь подвергалась различным реконструкциям. В XVIII веке фасад был перестроен Сальваторе Гандольфо по проекту Франческо Солимены. По этому случаю частицы мощей святителя Николая Барийского были перевезены в церковь из Скалы, и церковь освятили именем святого. К концу века относятся живописные работы Франческо Солимены, выполненные на передних стенах трансепта, в боковых люнетах большого окна, расположенного в верхней части контрфасада, и на своде нефа. Фрески купола, датированные 1734 годом, принадлежат Франческо Де Мура.
За десять лет французской оккупации в церкви размещался инженерный корпус. В 1843 году строение было восстановлено Гульельмо Тури.
В церкви покоятся тела неаполитанского художника Бернардо Каваллино и отца Антонио Торреса, которые в составе ордена пиаристов отличились в служении заболевшим чумой 1656 года. Все члены Ордена благочестивых работников умерли от контактов с заражёнными, за исключением четырёх монахов, включая отца Антонио. В церкви также похоронен Блаженный Карло Карафа, тело которого в 1969 году перенесли из церкви Сан-Джорджо Маджоре как отца-основателя конгрегации «Благочестивых работников».
Каждый год в период Рождества посетители могут увидеть в крипте церкви Рождественский вертеп.

## Интерьер церкви
Интерьер выполнен в форме латинского креста с тремя нефами и боковыми капеллами. В апсиде установлен главный алтарь из полихромного мрамора, выполненный по заказу 1743 года Антонио Трокколы по проекту Марио Джоффредо, а за ним — большая картина «Смерть святого Николая», датированная 1707 годом: произведение Паоло Де Маттиса.
Центральный неф в своде украшен серией фресок (датированных 1696 годом) работы Франческо Солимены, разделённых на три пролёта и изображающих жизнь Святого Николая, а также добродетели и апостолов в боковых частях возле окон.
В капеллах боковых нефов находятся фрески Паоло Де Майо, Никола Мариа Росси, Франческо де Муры, неизвестного последователя Луки Джордано и других неаполитанских художников. Фрески купола, датированные 1734 годом, выполнил Франческо де Мура. На них изображены сцена Рая в центральной части и восемь Учителей Церкви на коротких участках барабана между верхними окнами.

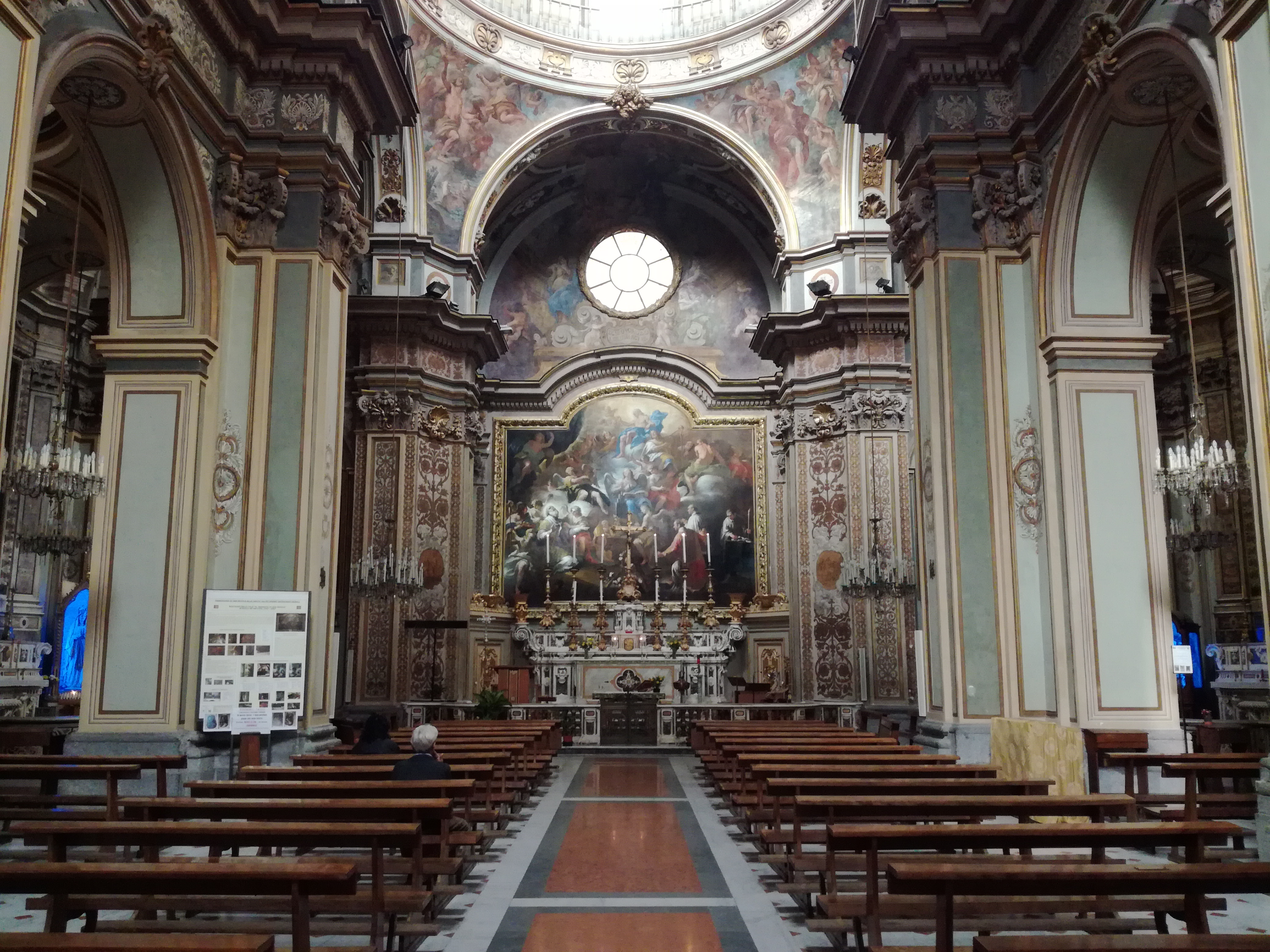
Интерьер главного нефа
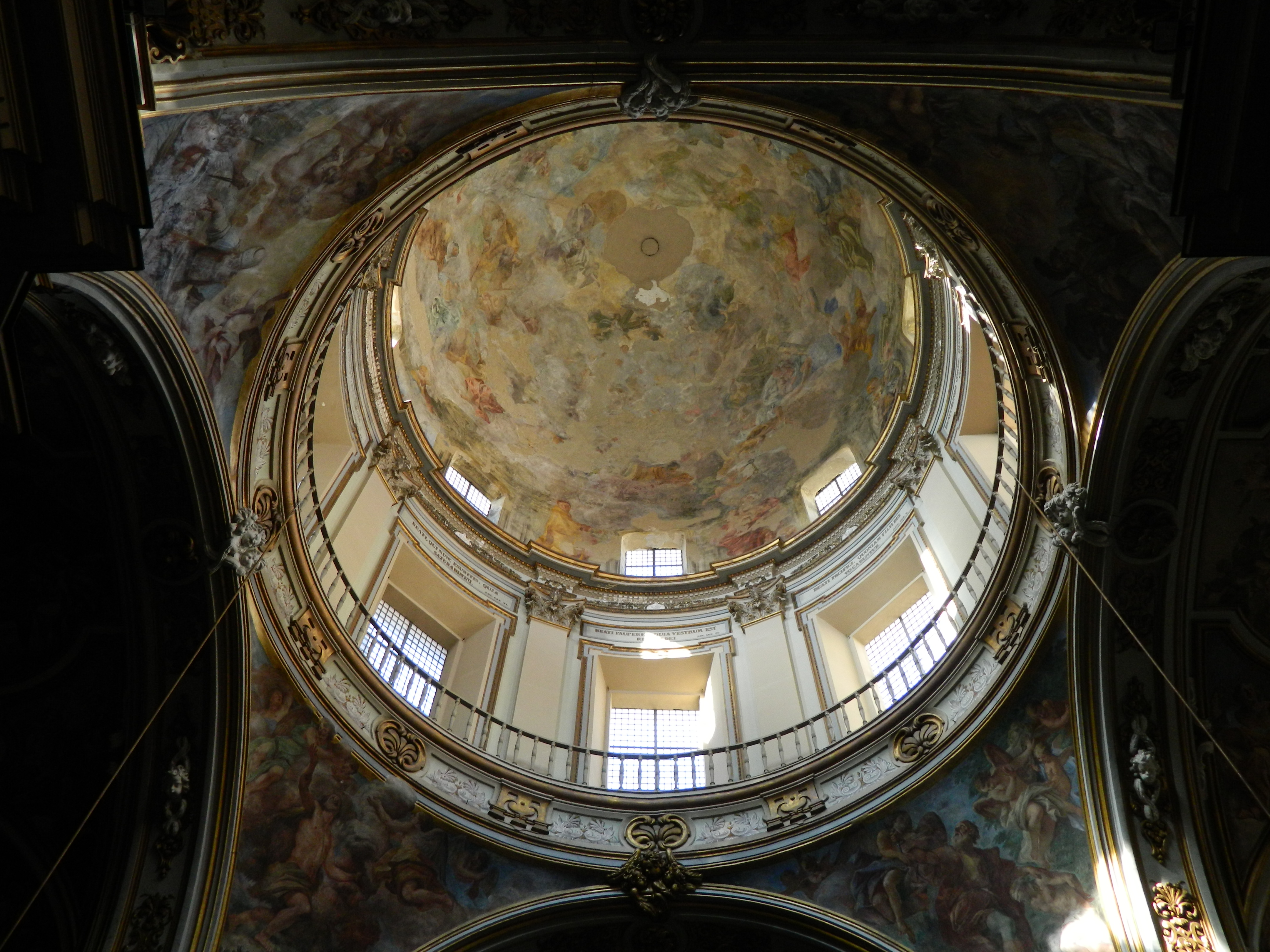
Вид купола
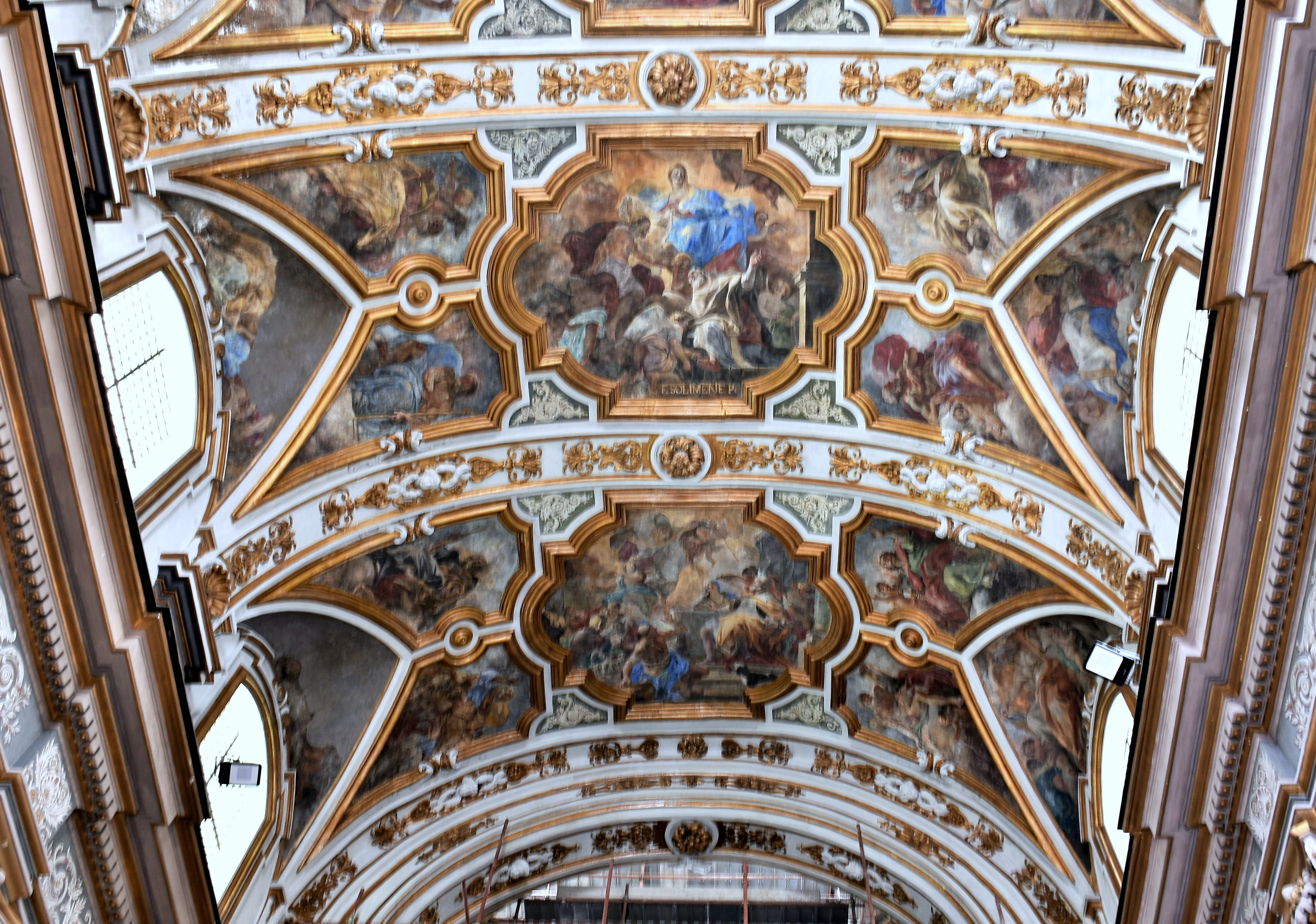
Ф. Солимена. Фрески свода. Жизнь Святого Николая. 1696
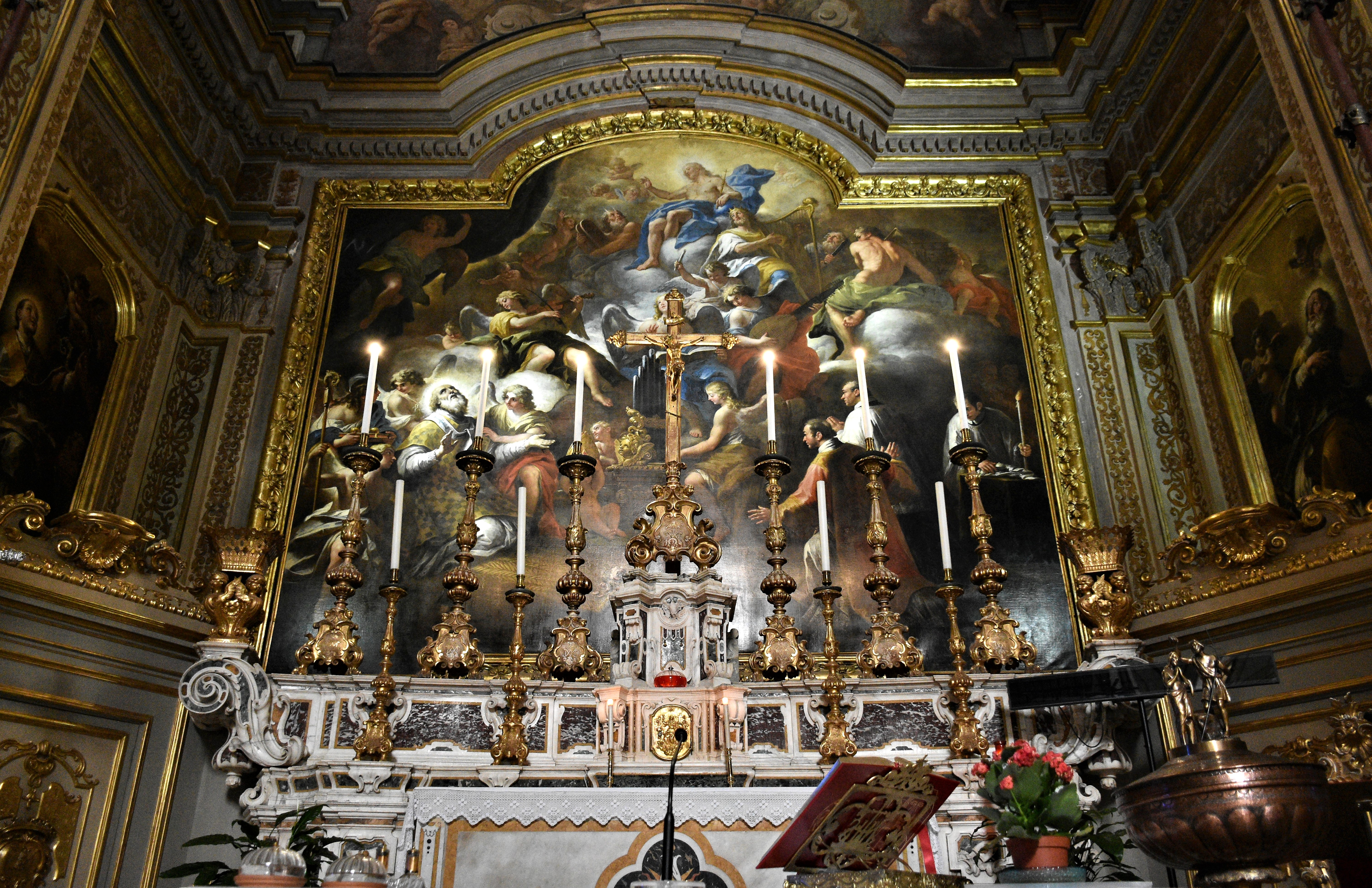
Главный алтарь. П. де Маттис. Смерть Святого Николая. 1707
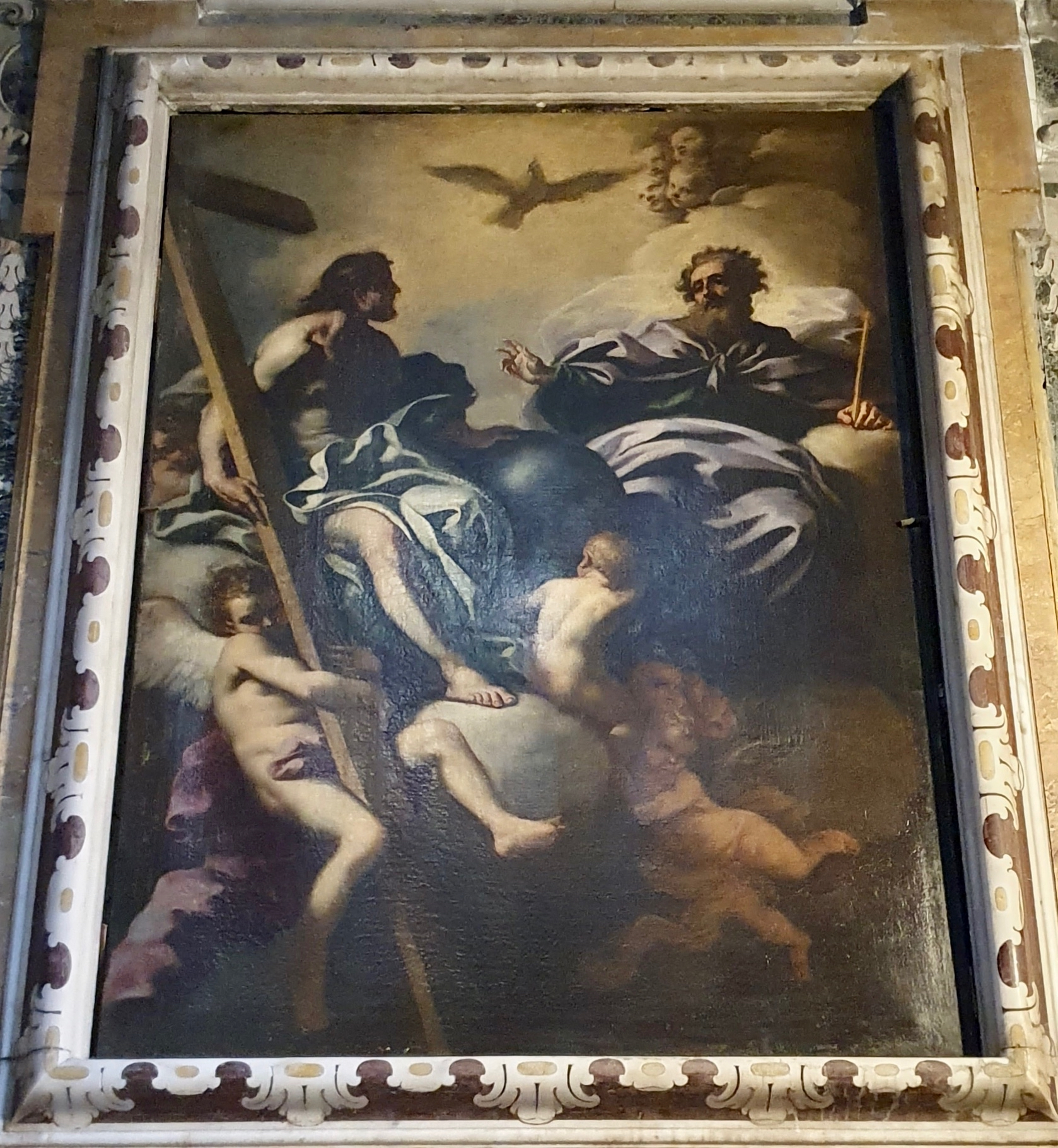
Н. М. Росси. Троица
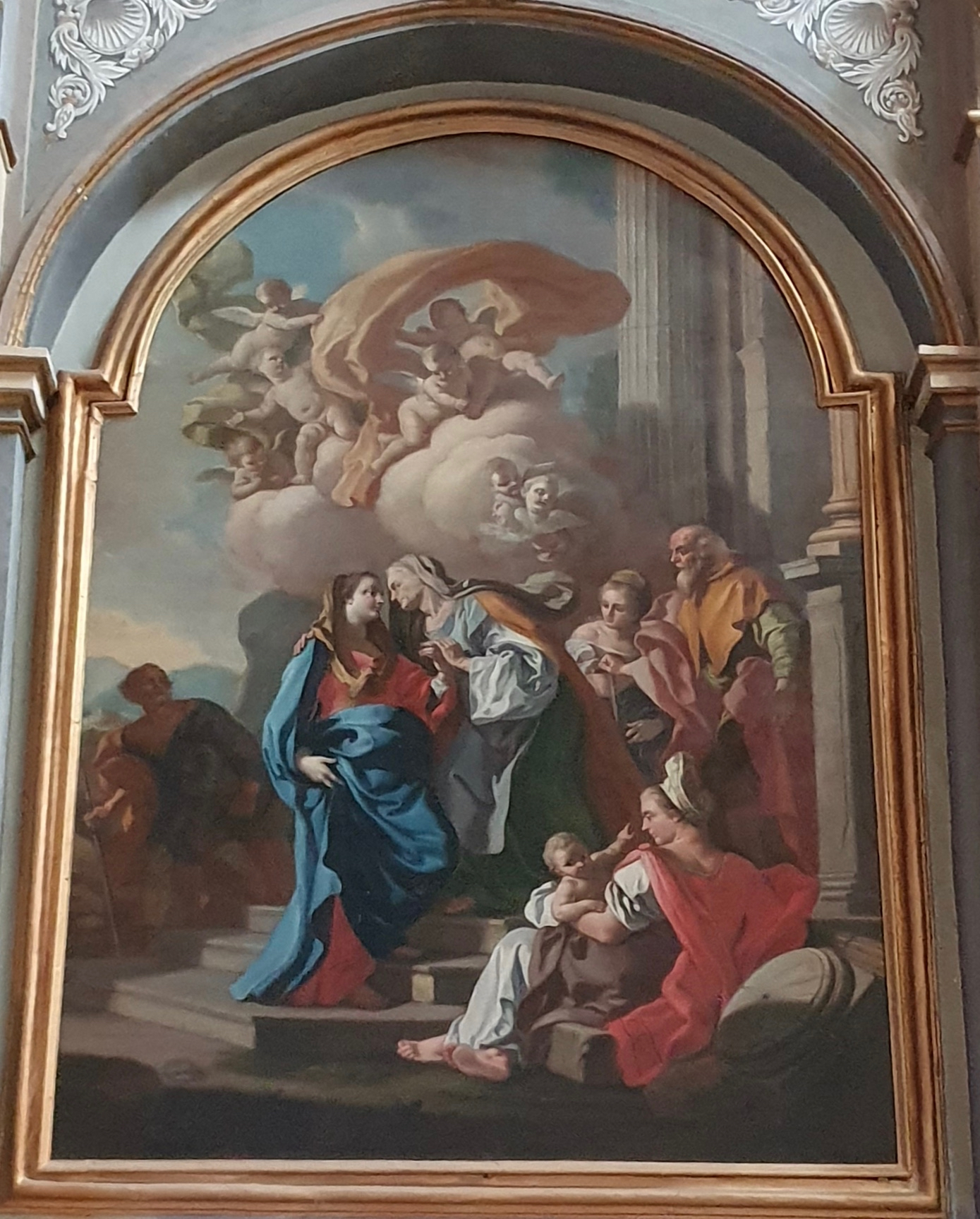
Франческо де Мура. Посещение Пресвятой Девой Марией Елизаветы
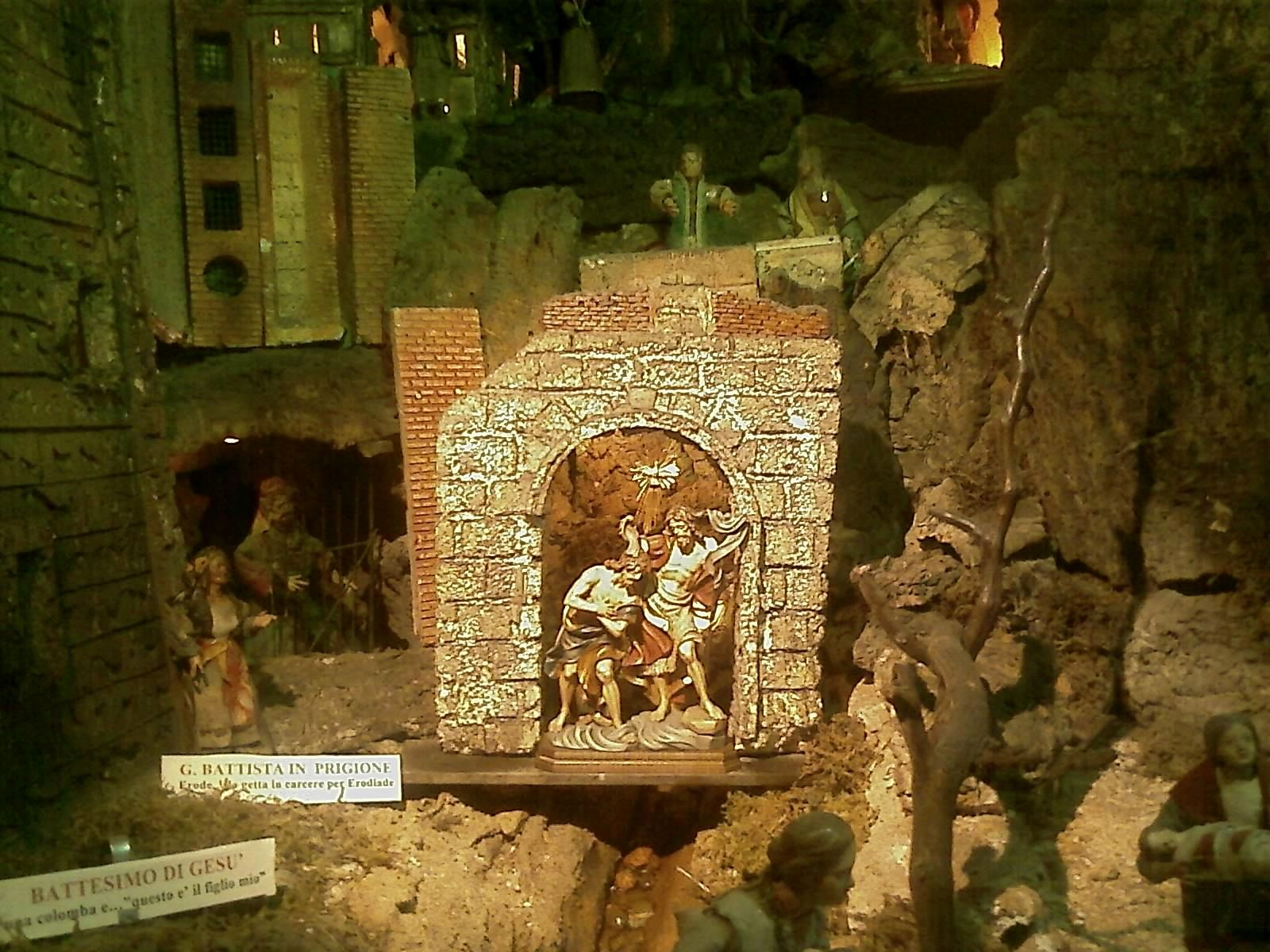
Презепио (вертеп)